# Толбин, Василий Васильевич
Василий Васильевич То́лбин (1821—1869) — русский литератор, петрашевец.

## Биография
Родился в 1821 году (также встречается указание на 1823 год).  В 1840 году окончил как своекоштный студент юридический факультет Московского университета. Служил в Московском опекунском совете, но уже в 1842 году вышел в отставку. Жил литературным трудом.
В 1844 году переехал в Петербург, познакомился там с Петрашевским, с 1847 года до сентября 1848 года бывал на его вечерах. Был привлечён 2 августа 1849 году по делу петрашевцев; «признан маловиновным, подвергнут секретному надзору с 23 августа 1849 г.».
Литературную деятельность начал в 1839 году стихами в журнале Раича «Галатея», продолжил переводами, прозой и компилятивными статьями по истории в «Сыне Отечества» «Финском вестнике», «Санкт-Петербургских ведомостях», «Литературной газете» и разных альманахах. В последние годы существования «Финского вестника», переименованного в 1848 году в «Северное обозрение», был фактическим редактором этого журнала, где под псевдонимом В. Боршова поместил повесть «Любинька» (вышла в 1851 году отдельным изданием) и ряд нравоописательных очерков и рецензий. Его повести, рассказы, очерки («Панфил Иванович», «Ямщики», «Петербургские савояры», «Линеец», «Господин Пухликов», «Рубенсова голова» и др.) печатались в «Пантеоне», «Семейном круге», «Сыне Отечества», «Светописи» и других изданиях. Много писал он по истории живописи и был первым составителем биографических очерков Айвазовского, Бруни, А. А. Иванова, графа Ф. П. Толстого, Васина, Кипренского, Завьялова, Ставассера, Кокорина, Воронихина, Ф. Миллера, Зарянко, Мокрицкого, барона П. К. Клодта и др.
В. В. Толбин сотрудничал в сатирическом журнале «Искра», где создал целую галерею русских эксцентриков, остряков и самодуров. В начале 1860-х годов был фельетонистом «Северной пчелы» «Санкт-Петербургских ведомостей», «Русского инвалида»; к этому времени относятся и несколько стихотворений его, ходивших в рукописи и частью помещённых в «Колоколе» Герцена. Автор путевого очерка «Ревель и Гельсингфорс» (1858).
Был близок с В. С. Курочкиным. В газете «Северная пчела» (1860. — 17 ноября, 24 ноября) поместил обзор выставки в Академии художеств, в котором положительно оценил художественные произведения Тараса Шевченко; после смерти Шевченко напечатал очерк «Ученики Брюллова. Шевченко» («Иллюстрация». — 1861. — № 180).
Умер в нищете 7 (19) февраля 1869 года (или 10 февраля) от последствий злоупотребления спиртным. Та же участь постигла и его близкого знакомого Н. И. Кроля. Похоронен в Санкт-Петербурге на Митрофаниевском кладбище.

## Сочинения

### Романы и повести
- Перепетуя Петровна (1847)
- Любинька (в журнале 1849; отдельное издание в 4-х ч. — Санкт-Петербург : тип. А. Дмитриева, 1851)
- Варенька Долева (1855, неоконченный роман)

### Рассказы
- Чёрный день (1847)
- Панфил Иванович (1853)
- Рубенсова головка (1853)
- Дневник уездного туриста (1854)
- Особа (1869)
- Воровское гнездо (1869)

### Физиологические очерки
- Венгерцы (1846)
- Моншеры (1847)
- Ярославцы (1847)
- Маркеры и бильярдные игроки (1847)
- Лоскутницы (1847)
- Бобровый воротник (1847)
- Ямщики (1853)
- Петербургские савояры (1853)
- Русские эксцентрики и самодуры (1859)
- Московские оригиналы былых времён (1866)